# فول مانتی
کاملاً عریان یا فول مانتی (انگلیسی: The Full Monty) فیلمی در ژانر کمدی به کارگردانی پیتر کاتانیو است که در سال ۱۹۹۷ منتشر شد. از بازیگران آن می‌توان به رابرت کارلایل، مارک ادی، تام ویلکینسون، پل باربر، و بروس جونز اشاره کرد.